# 로터리 킬른

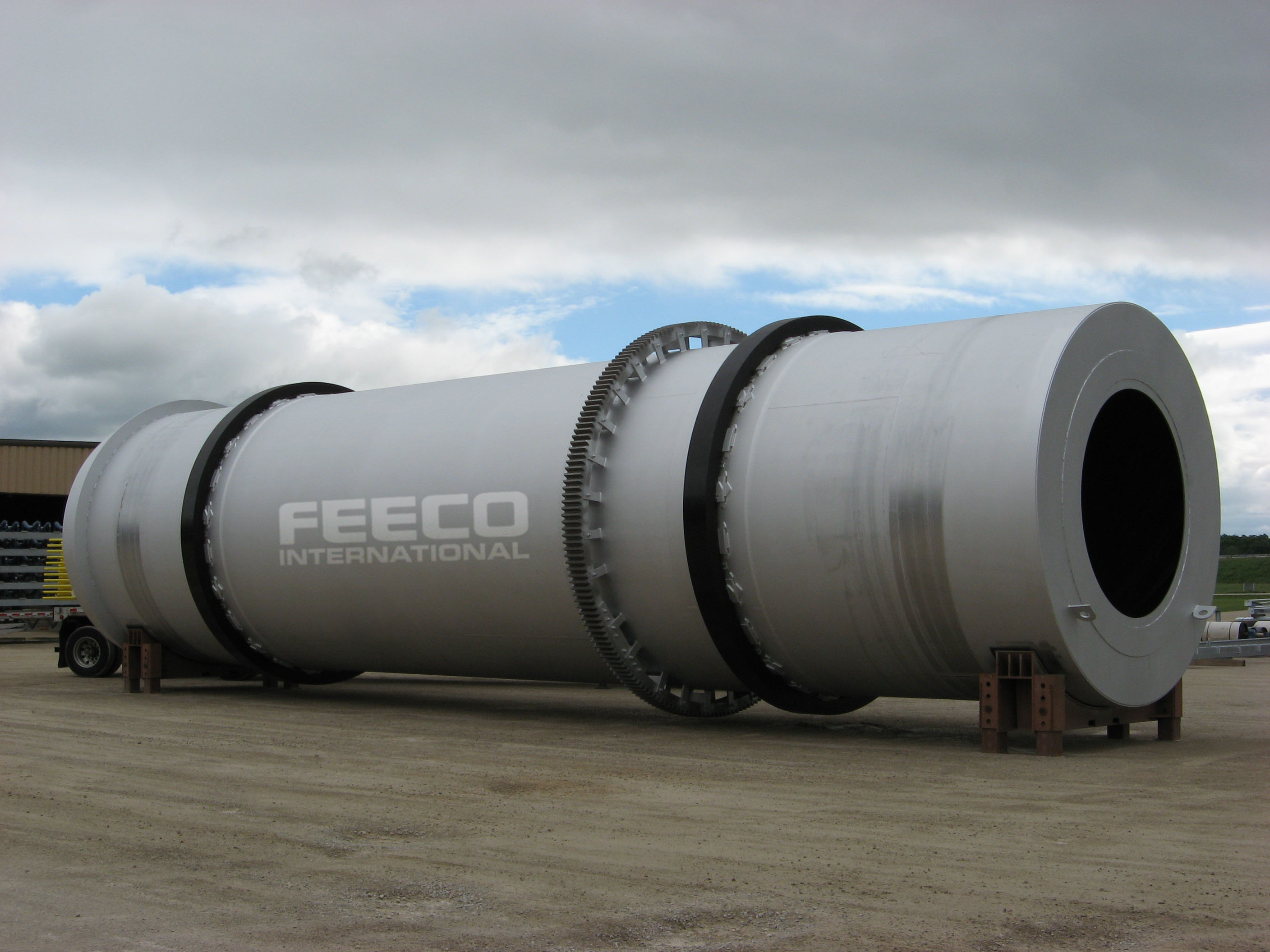
로터리 킬른 몸체

로터리 킬른(rotary kiln)은 연속 공정에서 재료를 고온(소성)으로 올리는 데 사용되는 파이로프로세싱 장치이다. 로터리 킬른을 사용하여 생산되는 재료는 다음과 같다.
- 시멘트
- 라임
- 내화물
- 메타카올린
- 이산화 타이타늄
- 알루미나
- 질석
- 철광석 펠릿

또한 금속 추출 전에 다양한 황화물 광석을 로스팅하는 데에도 사용된다.